# Prieuré de la Sainte-Trinité
Le prieuré de la Sainte-Trinité est un ancien monastère qui se dressait à Beaumont-le-Roger aujourd'hui dans le département de l'Eure en région  Normandie.
Construit à la fin du XIe siècle, l'édifice est d'abord une collégiale confiée à des chanoines anglais de Sainte-Frideswide d’Oxford. Au milieu du XIIe siècle, il devient la propriété de l'abbaye du Bec qui en fait un prieuré.
Les vestiges du prieuré, après avoir été classés par liste de 1862, puis déclassés par arrêté du 22 juillet 1879 , sont aujourd'hui en partie classé et inscrit au titre des monuments historiques.

## Localisation
Les restes du prieuré sont situés sur le territoire de la commune de Beaumont-le-Roger, dans l'ouest du département de l'Eure, au sein de la région naturelle du pays d'Ouche et très proche de celle de la campagne du Neubourg. Il se dresse à mi-hauteur de l'un des coteaux de la vallée de la Risle, bénéficiant ainsi de larges perspectives sur la vallée et sur la ville.

## Historique

### La collégiale (XIeetXIIesiècles)

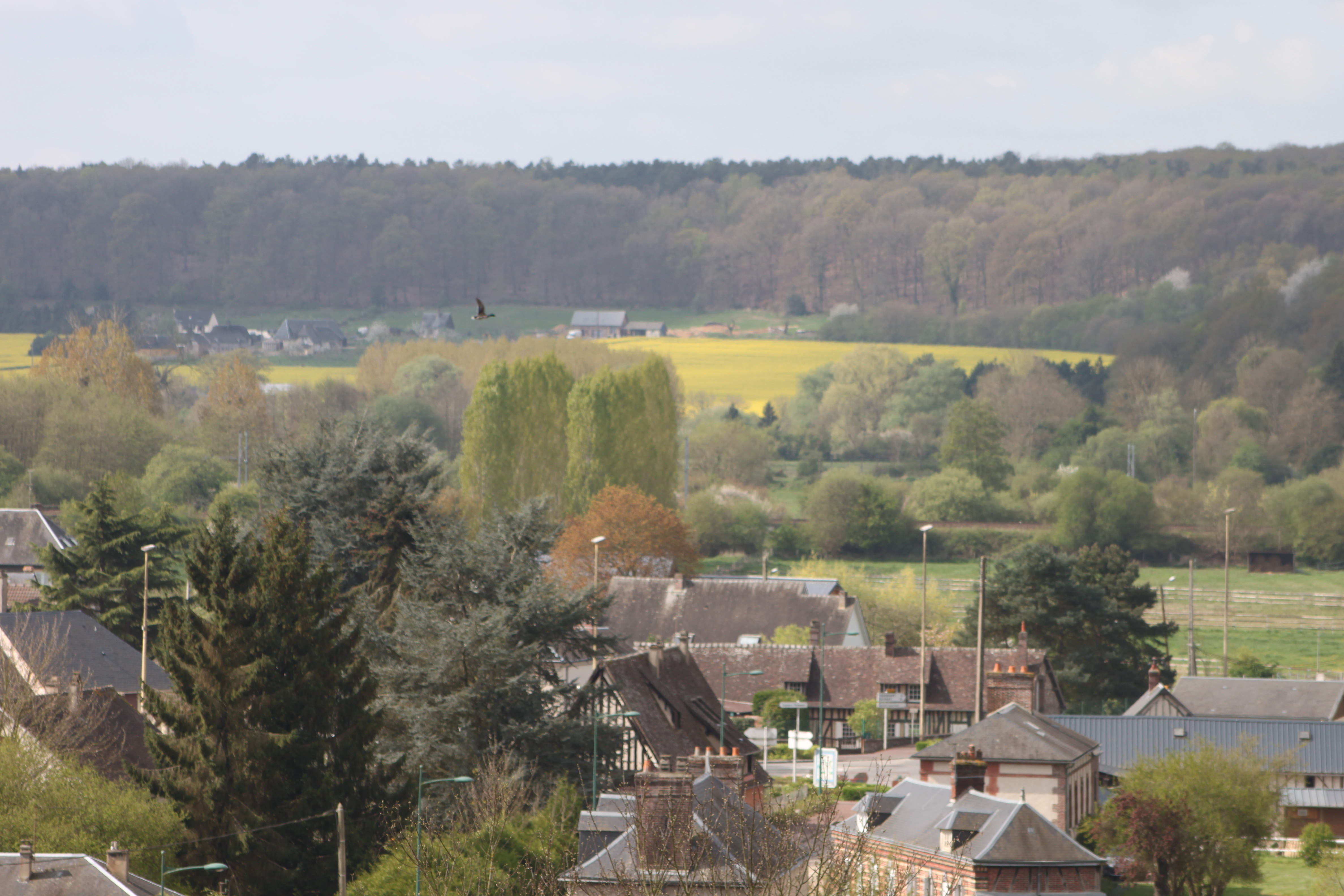
La vallée de la Risle vue de l'ancien prieuré.

La construction de la collégiale de la Sainte-Trinité débute en 1070 sous l'impulsion de Roger de Beaumont, puissant seigneur et conseiller de Guillaume le Conquérant,.
Sa consécration a lieu en 1087, en présence de Guillaume Bonne-Âme, l'archevêque de Rouen, Gilbert II, l'évêque d’Évreux, Robert Courteheuse, fils de Guillaume le Conquérant, Robert d'Harcourt, Roger de Thibouville, Thierry de Launay, Ranulphe de Bigars et d'autres seigneurs de la contrée. Par une charte rédigée le jour même, Roger de Beaumont dote généreusement la collégiale. Celle-ci est alors confiée à des chanoines anglais de Sainte-Frideswide d’Oxford,. Le premier supérieur de la collégiale, qui prend le titre de doyen, est Wazon.
Avant de se retirer à l'abbaye de Préaux afin d'y finir ses jours, Roger de Beaumont confie certaines de ses églises aux chanoines. C'est le cas notamment des églises Saint-Nicolas et Saint-Léonard à Beaumont-le-Roger, de l'église Saint-Crespin à Barc, etc. auxquelles s'ajoutent leurs dépendances et leurs dotations particulières, deux maisons pour le logement des chanoines ainsi que deux autres maisons au Neubourg.
En 1131, Philippe d'Harcourt, fils probable de Robert Ier d'Harcourt et de Colette d'Argouges, devient le doyen de la collégiale. À cette époque, celle-ci acquiert l'église de Beaumontel notamment grâce à Richard de Beaumontel. Cette donation ainsi que l'ensemble de leurs possessions sont confirmés la même année par Henri Ier.
Malgré la générosité dont a fait preuve Galeran de Meulan et, avant lui, son père Robert, et malgré les sacrifices de leurs seigneurs, l'établissement des chanoines finit par péricliter.

### Le prieuré (XIIeauXVIIIesiècle)
En 1142, les chanoines sont remplacés par douze moines et la collégiale devient un prieuré dépendant de l'abbaye du Bec. Robert, alors moine du Bec, est désigné comme premier prieur de la Trinité.
Toutefois, ce changement ne s'opère pas sans difficultés. En effet, les chanoines de Sainte-Frideswide d’Oxford réclament les dîmes des églises de Beaumont-le-Roger qui revenaient auparavant aux chanoines de la collégiale. L'affaire, qui est déférée au pape Eugène III, nécessite la tenue, en 1147, d'une Assemblée Générale, afin de déboucher sur un compromis. Ainsi, satisfaction est donnée aux chanoines d'Oxford puisque le domaine d'Edenetown, propriété du prieuré, leur est donné.
Le prieuré vit de nombreuses donations (église de Saint-Pierre et ses dîmes données par Osbern, seigneur de Bourneville et vassal de Galeran, la terre d'Épinay donnée par Raoul de Groslay, etc.), et de la rente de ses terres.
En 1156, Guillaume d'Acquigny succède à Robert comme prieur et reste jusqu'en 1162, année durant laquelle il est remplacé par Hervé. Succèdent à ce dernier Eustache en 1165, Ouen en 1171, puis Osbern. En 1175, celui-ci obtient du comte Robert de Meulan une charte très étendue concédant au prieuré des privilèges importants. Parmi ceux-ci, Robert accorde aux religieux le privilège de pressurer leur récolte au pressoir de Vaux et de transporter librement le vin  à travers son domaine. En 1179, Osbern devient abbé du Bec et est remplacé comme prieur à Beaumont par Robert d'Orvaux. Ce dernier achète le pourpris de Beaudoin le chapelain. En 1180, Robert de Meulan confirme cette acquisition et octroie une charte très solennelle dans laquelle il permet la construction d'un nouveau moulin à Beaumont. D'autres donations sont faites au cours des décennies qui suivent : par Robert de Meulan entre 1182 et 1190, Richard Cœur de Lion en 1190, Gilbert de Bigards en 1195, etc. En 1199, le pape Célestin confirme par une bulle les pensions dont les moines du Bec jouissent sur les églises Saint-Nicolas et Saint-Léonard de Beaumont et sur Saint-Pierre de Beaumontel.
En 1258, Saint Louis passe par Beaumont et afferme aux religieux du prieuré, des vignes sises près du château de la ville.
En 1307, Philippe IV le Bel accorde aux religieux du Bec et de Beaumont le privilège de relever directement de la couronne, de transporter, vendre et acheter dans tout le royaume des marchandises exemptes de tous droits.
De la fin du XVIe siècle jusqu'à la Révolution, le nombre de religieux occupant les lieux est très bas. Ainsi, en 1580, les moines ne sont que quatre. En 1634, seuls un prieur et deux chanoines sont présents. Enfin, en 1789, à la veille de la Révolution, avant que le prieuré ne soit dévasté, il ne reste que deux chanoines,.
Après la Révolution, les commerçants rouennais effectuent les réparations nécessaires à la conservation de l'édifice. Ils débouchent les croisées remplies de moellons et consolident les bâtiments à l'aide de matériaux provenant du château du président du Parlement de Rouen.
| Nom du commandeur                                       | Dates               |
| Robert                                                  | 1142-1156           |
| Guillaume d'Acquigny                                    | 1156-1162           |
| Hervé                                                   | 1162-1165           |
| Eustache                                                | 1165-1171           |
| Ouen                                                    | 1171-?              |
| Osbern                                                  | ?-1179              |
| Robert d'Orvaux                                         | 1179-Début du XIIIe |
| Arnoul                                                  | Début du XIIIe-1217 |
| Raoul de la Chapelle                                    | 1217-1234           |
| Robert de Fourques                                      | 1234-1253           |
| Jean d'Auvillars                                        | 1253-1262           |
| Guillaume de Lisieux                                    | 1300-?              |
| Robert de Rabu                                          | 1367-1386           |
| Chrétien de Trouart                                     | 1386-?              |
| Dom Robert d'Évreux                                     | 1479-?              |
| Lyonnet le Lou                                          | 1522-1557           |
| Oger de Chambray                                        | 1557-1587           |
| Marien de Martinbos                                     | 1587-?              |
|                                                         |                     |
| Jean-Baptiste Jubert grand vicaire de l'évêque d'Évreux | avant 1724          |

### De la fabrique au monument historique (XIXeetXXesiècles)
En 1820, l’édifice devient la propriété de l'industrie textile. Les bâtiments sont tour à tour transformés en une filature de coton, une fabrique de rubans et une manufacture de draps,.
En 1847, le prieuré de la Trinité est proposé à la ville pour la somme de 7 000 francs. Toutefois, la majorité du conseil l'adjuge à un homme qui va le détruire afin de récupérer les matériaux et les vendre. C'est ainsi que de nombreuses maisons de Beaumont-le-Roger ont été construites avec les pierres du prieuré.
En 1855, un incendie ravage les installations.
En 1862, M. Lenormand empêche la démolition totale du prieuré en le rachetant au nom de la société des antiquaires de Normandie. Toutefois, quelques années plus tard, une partie des murailles de soutènement est démolie pour l'élargissement de la route qui mène vers Brionne.
En 1916, le prieuré est classé au titre des monuments historiques. Il est aujourd'hui la propriété de l’État.

## Description
L'accès aux ruines se fait par une longue galerie voûtée dont la muraille est flanquée de contreforts massifs. Ceux-ci ont été rendus nécessaires par l'emplacement de l'édifice à flanc de coteau. En effet, cette position a conduit nécessairement à creuser dans le coteau et, par conséquent, oblige à soutenir le terrain par des murailles elles-mêmes « étançonnées par d'énormes piliers en pierre à la hauteur de quarante à quarante-trois pieds ».
Cette galerie, qui a été modifiée et restaurée à la fin du XVe siècle, est précédée d'un porche. Remanié au XIIIe siècle, celui-ci devait servir de poterne au château fort bâti au-dessus du prieuré.
Les vestiges les plus importants sont ceux de l'église priorale. Celle-ci date du XIIIe siècle et a été construite sur un plan rectangulaire. Elle s'achève à l'est par un chevet plat percé d'une grande et large baie. L'ensemble de l'édifice est divisé en huit travées éclairées par des hautes fenêtres en tiers point. Le mur nord est orné intérieurement sur toute sa longueur par des arcatures aveugles, assez profondes pour avoir servi de sièges aux moines. Accolés au pignon occidental, se dressent les restes de la salle capitulaire. Enfin, la base du clocher, qui a été édifié au XIVe siècle, flanque extérieurement le mur nord de l'église. 

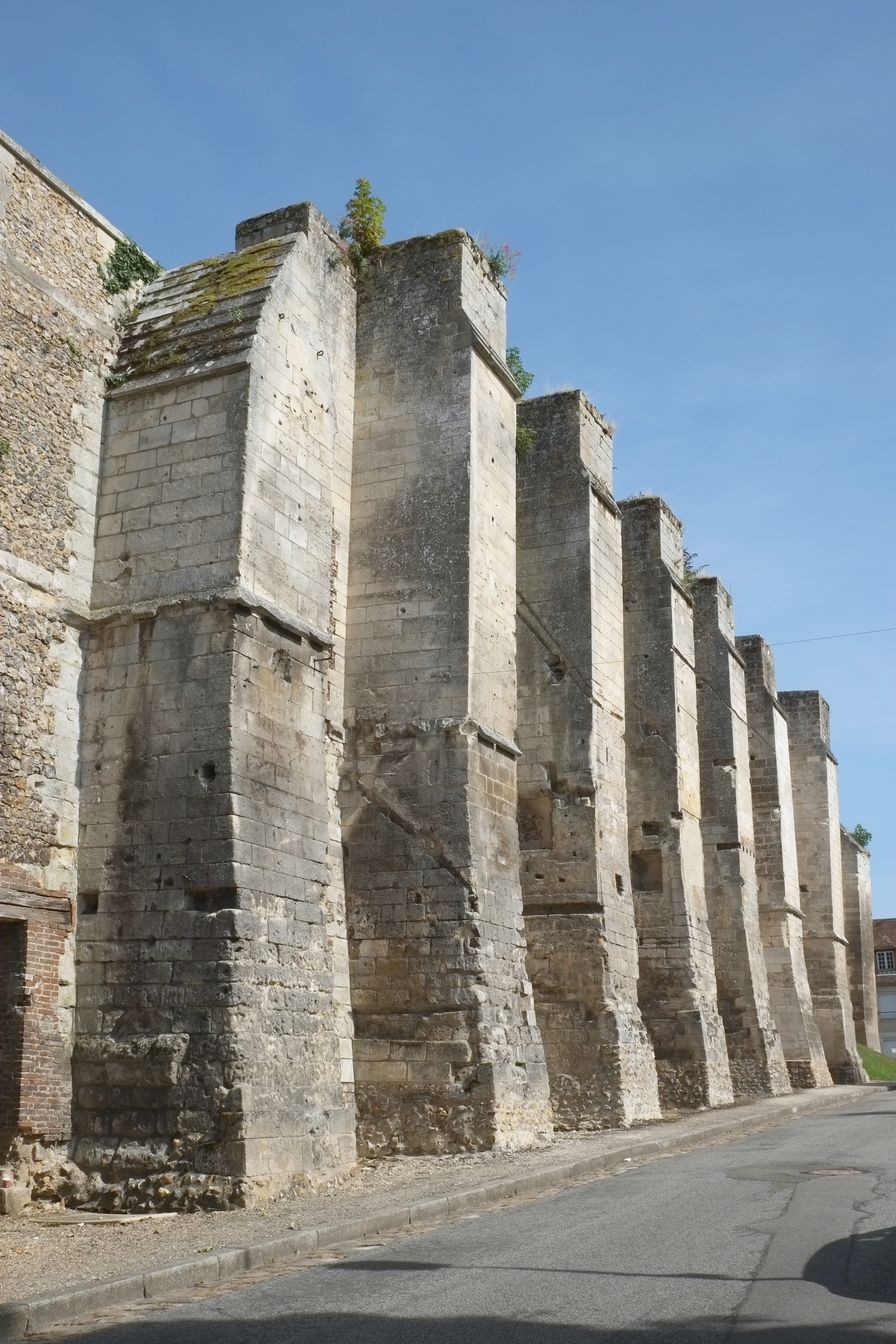
Les contreforts.
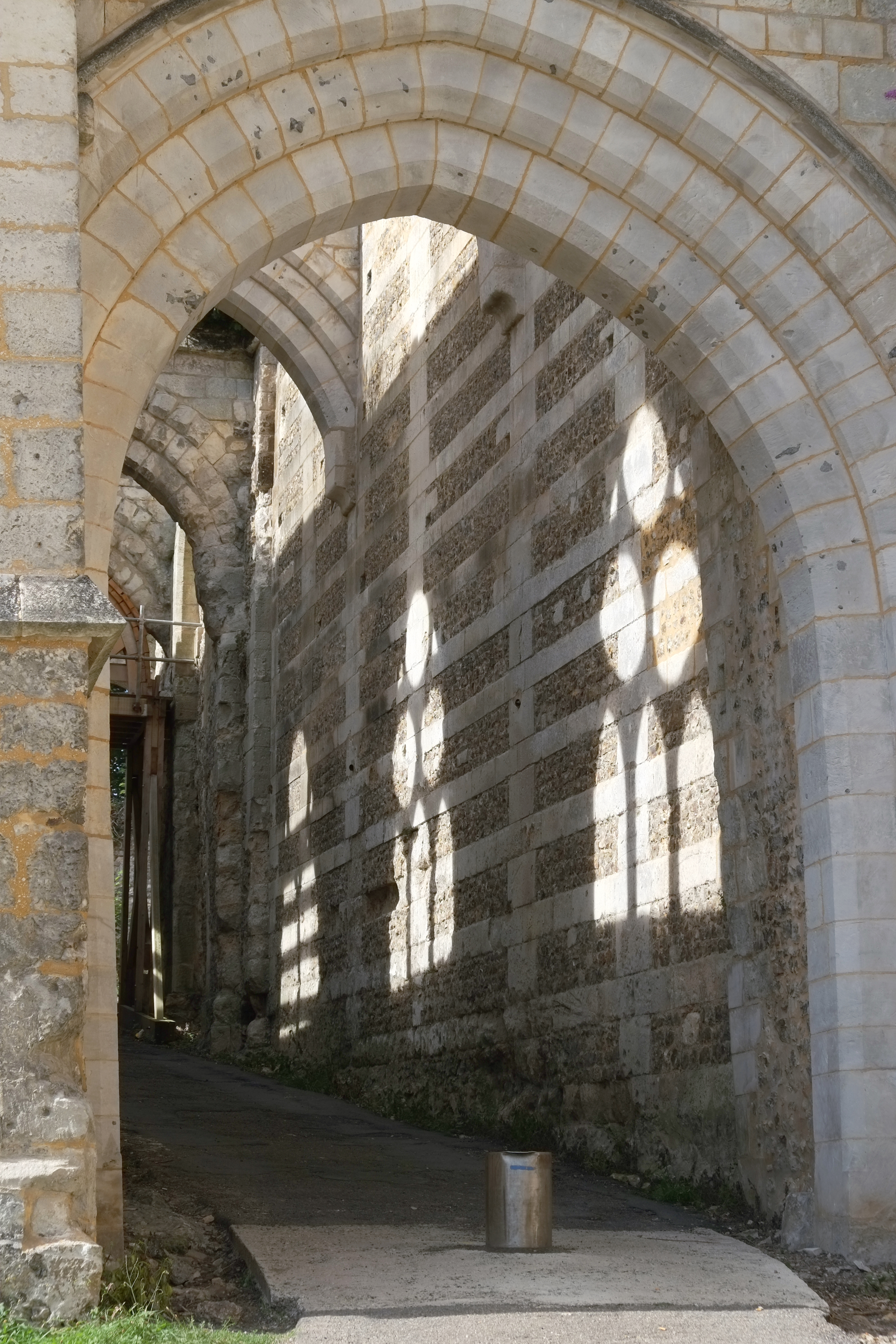
L'entrée de la galerie.
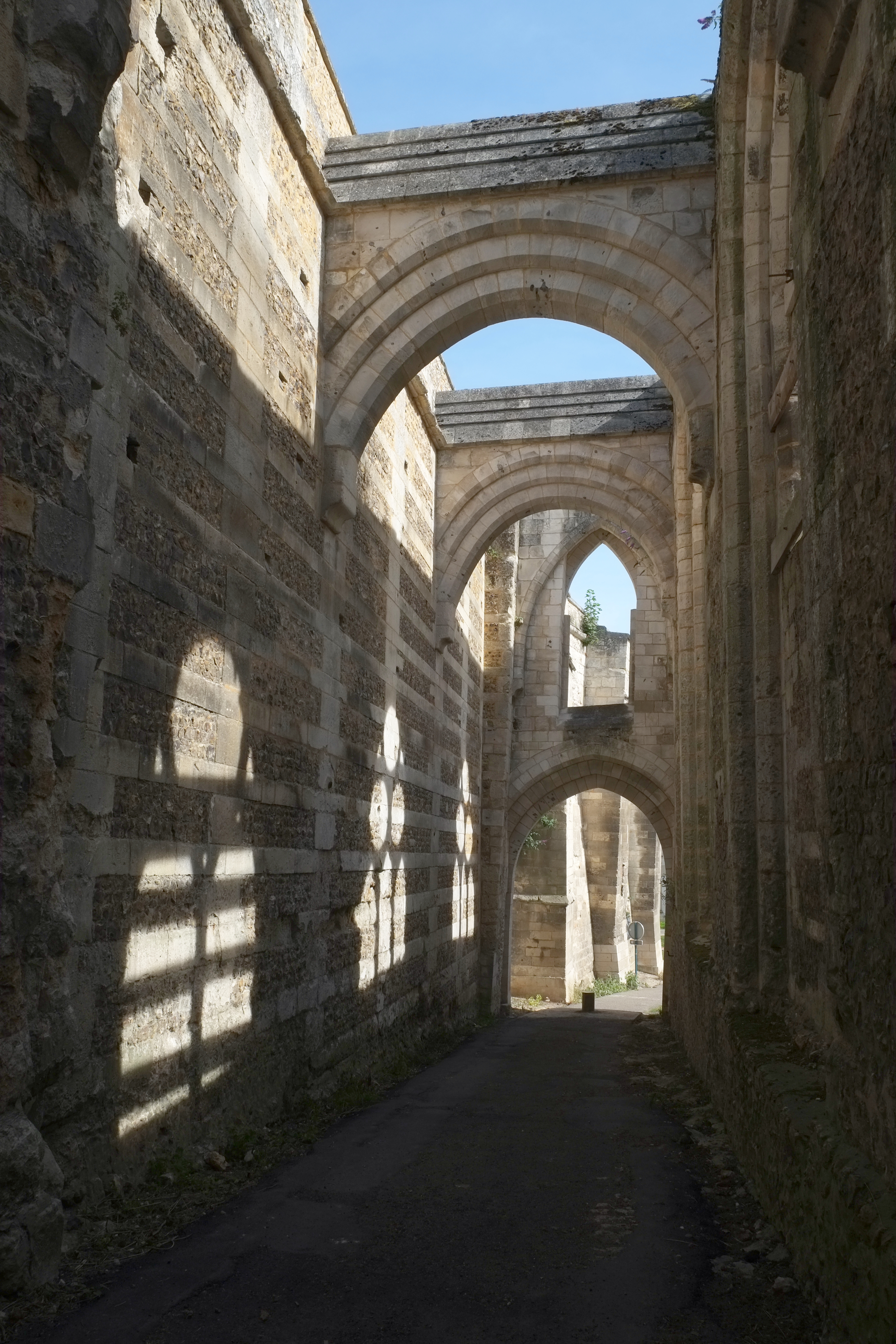
Les voûtes de la galerie.
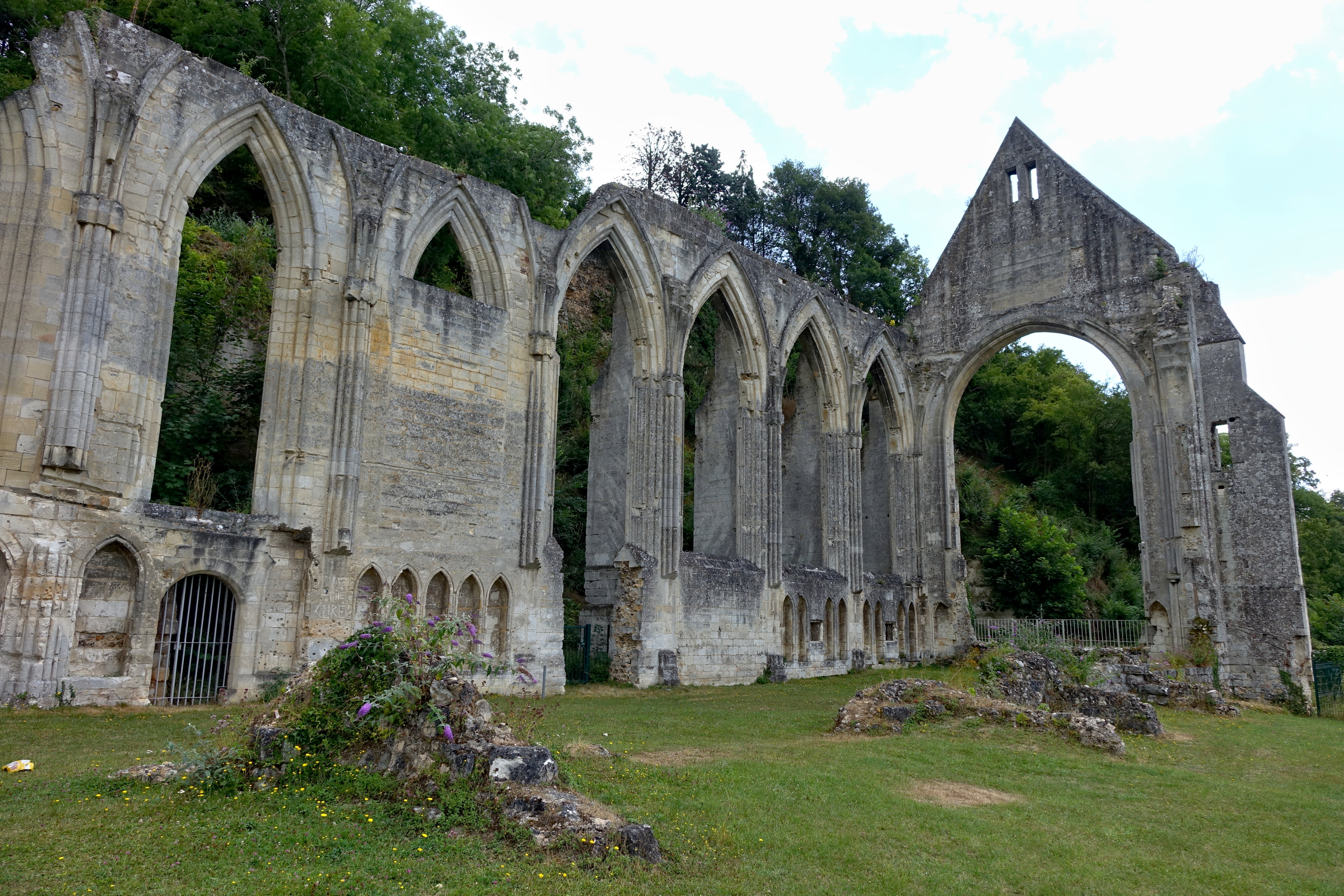
Les vestiges de l'église.
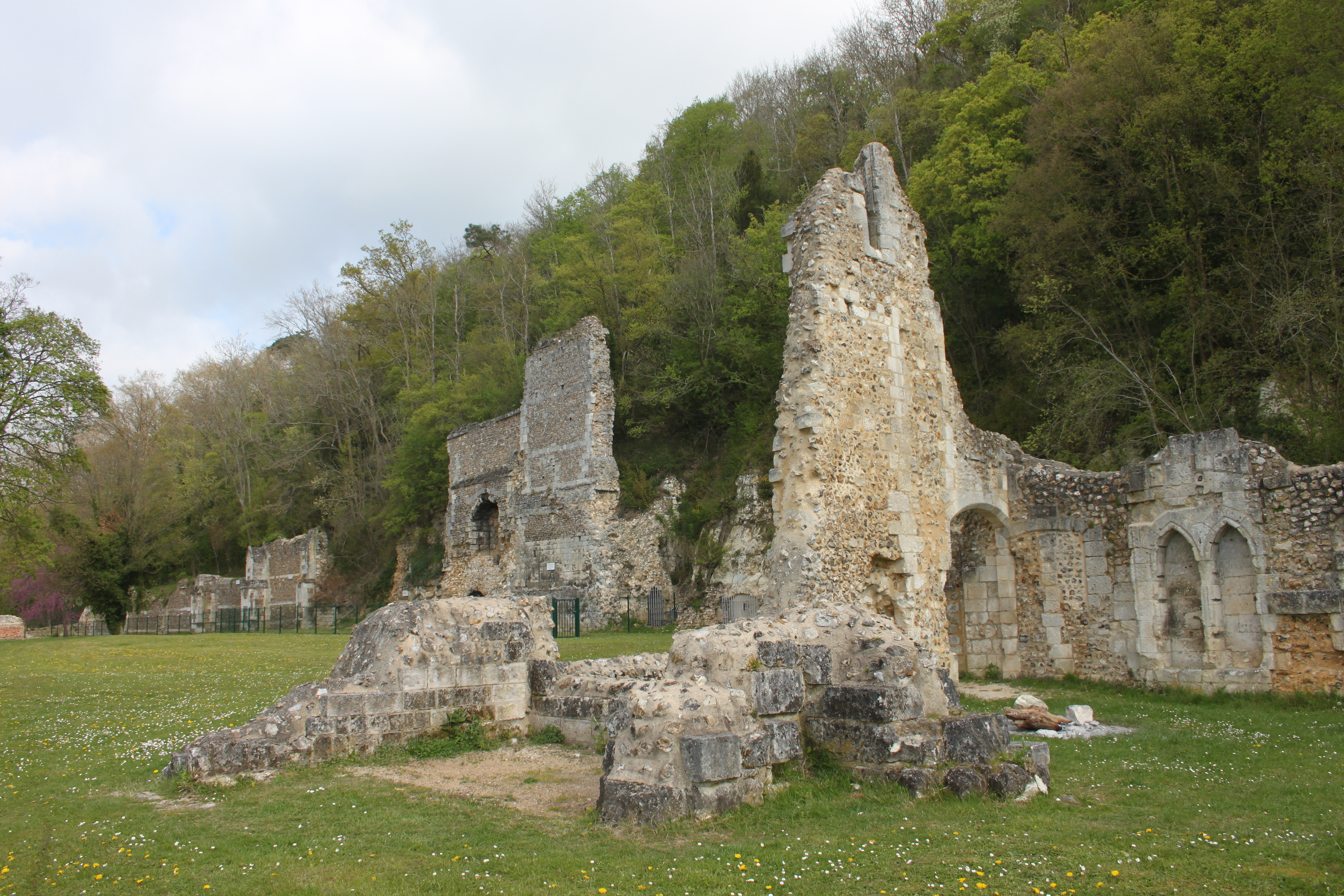
La façade occidentale de l'église et les restes de la salle capitulaire.
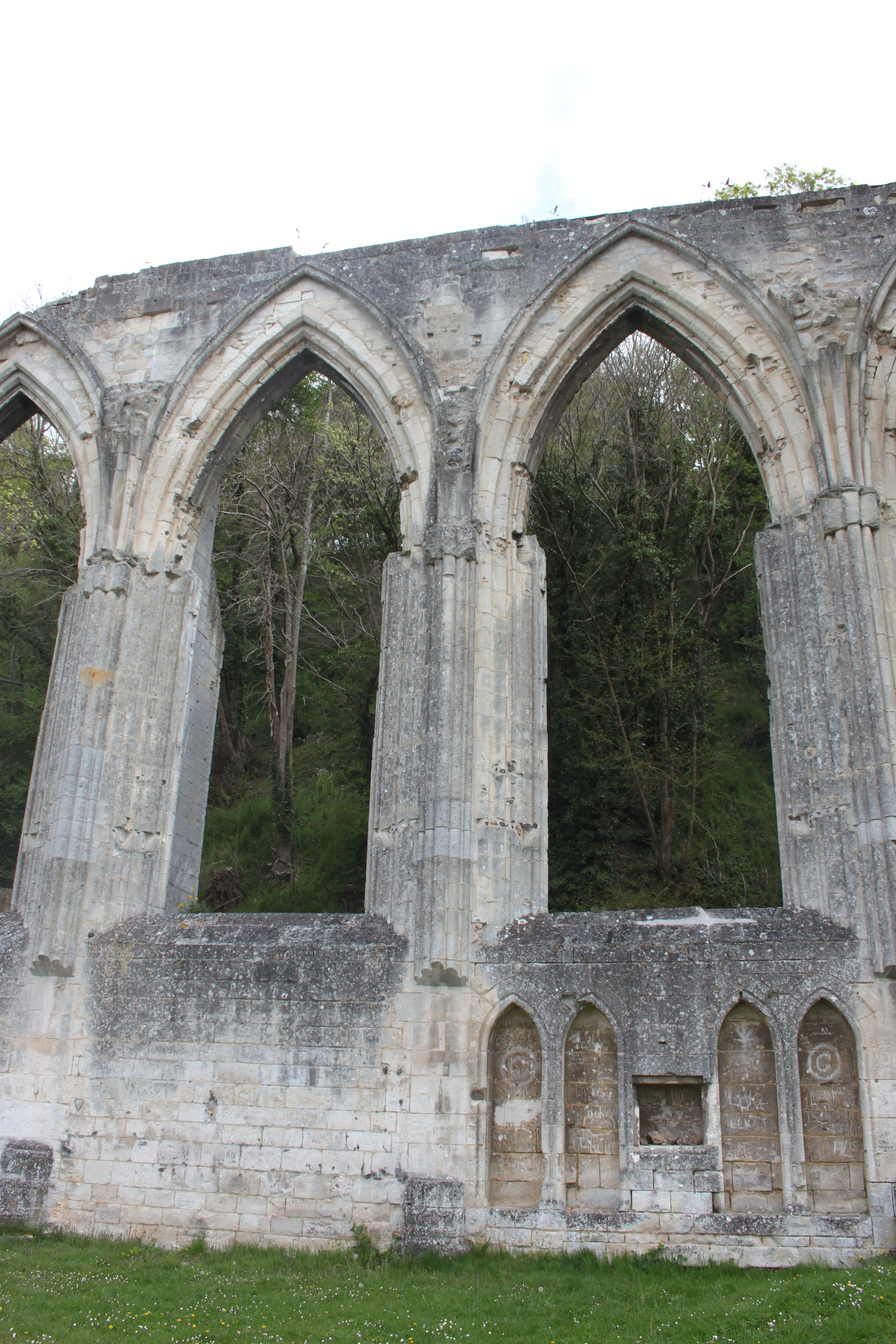
La façade nord de l'église avec les arcatures en bas à droite.

## Protection aux monuments historiques
Au titre des monuments historiques :
- les restes appartenant à l’État sont classés par arrêté du 2 mai 1916 ;
- les anciens jardins et logement du deuxième desservant, la maison contemporaine qui y est construite situés l'Abbaye ainsi que les trois parcelles de bois contiguës situées Bruyère de Beaumont sont inscrits par arrêté du 16 février 2022.